# Socjologia polityki
Socjologia polityki (ang. political sociology) – wyodrębniona część socjologii wyjaśniająca zjawiska walki o władzę i sprawowania władzy w zinstytucjonalizowanych formach życia społecznego.
Jest to przedmiot akademicki, wykładany na wielu kierunkach studiów w Polsce. Na przykład na politologii w ramach tego przedmiotu omawiane są następujące problemy: socjologiczne pojęcie państwa, władzy i polityki, partie, grupa interesu, społeczne podstawy demokracji, zachowania polityczne, socjalizacja polityczna, kultura polityczna, rozłamy i podziały społeczno-polityczne, ruchy polityczne, socjologia wyborów, interesy i ich polityczna reprezentacja, system polityczny a społeczeństwo, elity polityczne, społeczeństwo obywatelskie, opinia publiczna.
Podobny zakres mają socjologia polityczna i socjologia stosunków politycznych. Dla wielu badaczy są to wręcz synonimy, inni proponują pewne rozróżnienia między tymi pojęciami.

## Socjologia polityczna
Socjologia polityczna to socjologiczne objaśnienie zjawisk władzy. Jest to taka interpretacja ogólnej teorii socjologicznej, która nadaje centralne miejsce problemom władzy. Jest to socjologiczna teoria polityki. Stanowi ogólnoteoretyczną część socjologii stosunków politycznych.
„Podobnie jak nauka o polityce socjologia polityczna zajmuje się rozdziałem i wykonywaniem władzy w społeczeństwie. W odróżnieniu jednak od nauki o polityce nie zajmuje się ona instytucjonalnymi warunkami podziału i wykonywania władzy, lecz przyjmuje je jako dane. Tak więc nauka o polityce wychodzi od państwa i bada, jak wpływa ono na społeczeństwo, podczas gdy socjologia polityczna wychodzi od społeczeństwa i bada, jak wpływa ono na państwo, to jest na formalne instytucje służące podziałowi i wykonywaniu władzy” – stwierdzają Reinhard Bendix i Seymour Martin Lipset.

## Socjologia stosunków politycznych
Socjologia stosunków politycznych, według Jerzego J. Wiatra, to „wyodrębniona część socjologii wyjaśniająca zjawiska walki o władzę i sprawowania władzy w zinstytucjonalizowanych formach życia społecznego przez wskazanie społecznych podstaw tych zjawisk i ich wpływu na życie społeczeństwa”.
Według Franciszka Ryszki socjologia stosunków politycznych to dziedzina socjologii obejmująca:
- badanie zależności między sprawującymi władzę a obywatelami podległymi władzy;
- badanie mechanizmów powstawania władzy;
- socjologię partii politycznych i nieformalnych związków politycznych (grup nacisku);
- badanie elit władzy;
- socjologię armii[5].

## Działy socjologii polityki
Część ogólnoteoretyczna socjologii polityki określa społeczne postawy i społeczne efekty zinstytucjonalizowanej władzy w społeczeństwie. Na niej opierają się wyspecjalizowane działy socjologii polityki, zajmujące się opisem i analizą poszczególnych dziedzin życia politycznego.
Do części szczegółowej socjologii polityki należą:
- socjologia ruchów politycznych i partii politycznych;
- socjologia państwa i jego poszczególnych instytucji (pochodzenia państwa, funkcje państwa, typy i formy państwa, aparat państwowy)[6];
- socjologia zachowania politycznego (socjalizacja polityczna, aktywność polityczna, decyzje polityczne, postawy polityczne);
- socjologia międzynarodowych stosunków politycznych (w tym wojna i globalizacja)[7]
- socjologia przemian ustrojów politycznych (rewolucja, reforma, przebudowa ustrojowa i przebudowa społeczna)[8].

## Wobecsocjologii życia publicznego
Socjologia polityki, według Edmunda Wnuka-Lipińskiego zajmuje się problematyką polityczną – tym fragmentem życia zbiorowego, który wiąże się ze sferą panowania. Rdzeniem tej sfery jest problem władzy – jej dystrybucji, prawomocności, funkcjonowania. Przedmiotem zainteresowań socjologii polityki są instytucje, aktorzy, relacje, zjawiska, postawy i zachowania, wierzenia i regulacje – odnoszące się do władzy.
Natomiast w polu zainteresowań socjologii życia publicznego znajdują się „wszelkie przejawy życia społecznego pojawiające się pomiędzy żywiołem gospodarstw domowych i innych nieformalnych mikrostruktur społecznych z jednej strony a poziomem państwa narodowego – z drugiej” objaśnia Edmund Wnuk-Lipiński proponowaną przez siebie nową subdyscyplinę socjologii.
Socjologia życia publicznego ma szerszy zakres niż socjologia polityki; w części zakresy tych dwóch subdyscyplin socjologii pokrywają się. Nie da się wytyczyć ścisłej granicy pomiędzy socjologią życia publicznego a socjologią polityki; podobnie jak pomiędzy socjologią polityki i politologią.

## Dalsza lektura
- Reinhard Bendix, Seymour Martin Lipset, Political Sociology, Current Sociology, 1957, vol. VI, nr 2 (socjologia polityki).
- Julian Hochfeld, Marksizm a socjologia stosunków politycznych, Studia Socjologiczno-Polityczne, nr 1, 1958 (socjologia stosunków politycznych).
- Giovanni Sartori, From the Sociology of Politics to Political Sociology, [w:] Politics and the Social Sciences, pod redakcją Seymoura Martina Lipseta, Oxford University Press, Nowy Jork 1969 (socjologia polityczna).